# Steve Binetti
Steve Binetti (nacido el 1 de junio de 1966 en Berlín) es un músico alemán. Fue miembro en numerosos grupos de Rock'n Roll y Blues del Underground berlinés y publicó varios discos compactos como solista y como miembro de algunos grupos.

## Biografía
Desde 1984, Steve Binetti era integrante y cofundador de "Hard Pop", "This Pop Generation" y "B.R.O.N.X.". Éstos aparecían en parte bajo el nombre de "Die anderen Bands". Él participaba en proyectos con la capilla del cura bolschevique, Steven Garling, Conrad Bauer, Klaus Selmke, Peter Hollinger y Frank Neumeier.
Desde 1992 está activo como compositor y músico en varias escenas alemanas, entre otras en la escena popular Volksbühne Berlin, en el Schillerteater Berlin, Teatro de Maxim Gorki y en el Teatro Bremen. Sobre todo Binetti componía e interpretaba también para puestas en escena de Frank Castorf como en "Clockwork Orange", "Fruenfra Havet", "Hochzeitsreise" y "Terrordrom". Para el largometraje "Herzentöter" componía en 2006 la banda sonora.

## Discografía
- Delphinium and Cynosure (1991) bajo BMG

- The Camplete Clockwork Orange Soundrrack (1993) bajo Drunkenkid-Music

- Fruen fra Havet (1994) bajo Drunkenkid-Music

- Thicket (2006) bajo Drunkenkid-Music

- Herzentöter - Remixed and Original Soundtracks from the Motion Picture (2007) bajo el editorial Ziegler-Verlag. Drunkenkid-Music

- Driving Alone ( 2007) bajo Drunkenkid-Music

- Kean (2009) bajo Drunkenkid-Music

- Paris, Texas (2011) bajo Drunkenkid-Music